# فهرست برنامه‌های کاربردی موبایل ویکی‌پدیا
تعدادی از سازمان‌های جنبش ویکی‌مدیا از جمله بنیاد ویکی‌مدیا، اپ موبایل را برای استفاده از ویکی‌پدیا در سیستم عامل‌های دستگاه همراه منتشر می‌کنند. همه برنامه‌ها از طریق فروشگاه اپلیکیشن (به عنوان مثال گوگل پلی، اپ استور، فروشگاه مایکروسافت) به‌صورت رایگان در دسترس هستند. آنها همچنین می‌توانند به‌طور مستقل از هر فروشگاه شخص ثالث، از وب‌سایت انتشارات بنیاد ویکی‌مدیا، که نسخه‌های قدیمی و بتا را نیز نگهداری می‌کند، بارگیری شوند.
توسعه‌دهندگان مستقل همچنین بسیاری از برنامه‌های غیررسمی را برای خواندن مقالات ویکی‌پدیا منتشر کرده‌اند. برخی از برنامه‌ها محتوا را از سایت ویکی‌پدیا بارگیری می‌کنند و آن را پردازش می‌کنند. برنامه‌های دیگر از واسط برنامه‌نویسی کاربردی مدیاویکی استفاده می‌کنند. برخی فقط محتوای ویکی‌پدیا را نمایش می‌دهند و معمولاً برخی ویژگی‌ها مانند دسته‌ها و صفحه‌های بحث را حذف می‌کنند. برخی اجازه ویرایش را می‌دهند.

## برنامه‌های رسمی

### بنیاد ویکی‌مدیا
برنامه‌های ویکی‌پدیا که سازنده آن‌ها بنیاد ویکی‌مدیا است «ویکی‌پدیا» نامیده می‌شوند.
اندروید
برنامه‌های اندروید اجازه ویرایش مقالات را مستقیماً از برنامه می‌دهد. این قابلیت محدود توانایی نشان دادن دسته‌ها و صفحات بحث را دارد. همچنین این برنامه در اپتوید، کافه بازار، اف-دروید و جت‌جار در دسترس است.
آی‌اواس
برنامه‌های آی‌اواس همچنین نسخه خواندن و نوشتن ویکی‌پدیا را ارائه می‌دهد، مشابه نسخه وب موبایل. به کاربران امکان می‌دهد مقاله‌ای را از طریق فیس‌بوک و سایر وب‌سایت‌های اجتماعی به‌اشتراک بگذارند. همچنین به کاربران امکان می‌دهد مغازه‌های دارای نشان‌گذاری جغرافیایی را در نزدیکی مکان فعلی خود پیدا کنند. به کاربران اجازه نمی‌دهد دسته‌ها را ببینند یا نسخه عادی دسک‌تاپ را مشاهده کنند.
ویندوز
برنامه مترو-اسلایت نسخه ای فقط خواندنی از ویکی‌پدیا، مشابه نسخه وب موبایل را ارائه می‌دهد. این برنامه هنگام استفاده در ویندوز آرتی قادر به نمایش تصاویر متحرک.

### کیویکس
کیویکس تعدادی برنامه آفلاین را براساس محتوای ویکی‌پدیا توسعه داده‌است.
| عنوان                    | شرح | اندروید                                                                     | آی‌اواس  | ویندوز                                                                                      | سایر سیستم‌عامل‌ها | زبان‌های پرونده‌های محتوا توسط کیویکس | وبسایت     | قیمت   | متن‌باز |
| ------------------------ | --- | --------------------------------------------------------------------------- | ------- | ------------------------------------------------------------------------------------------- | --- | --- | ---------- | ------ | ------ |
| کیویکس                   | برنامه‌ای رایگان برای بارگیری کل پروژه‌های ویکی‌مدیا و خواندن به صورت آفلاین.                                         | بله                                                                         | بله     | ویندوز ۱۰ یووی‌پی; ویندوزهای قدیمی‌تر (۳۲بیت)                                                 | جی‌ان‌یو/لینوکس, اف-دروید افزونه‌ی فایرفاکس, افزونه کروم, بسته ویرایشگر ۱ یا بالاتر نسخه سوم اس۶۰، می‌تواند فایل‌های (ZIM) را از طریق ویکی‌آن‌بورد نشان‌دهد. | ۲۸۶ زبان(ویکی‌پدیا, ویکی‌سفر, ویکی‌واژه, ویکی‌دانشگاه, ویکی‌کتاب, ویکی‌نبشته, ویکی‌گفتاورد, ویکی‌خبر, ویکی‌گونه بایگانی‌شده در ۷ اوت ۲۰۱۸ توسط Wayback Machine) | وبگاه رسمی | رایگان | آری    |
| ویکی‌پدیای پزشکی (آفلاین) | دانشنامه پزشکی آفلاین ویکی‌پدیا، مبتنی بر کیویکس و با همکاری بنیاد ویکی‌پروژه پزشکی توسعه یافته‌است.                  | عربی, آلمانی, انگلیسی, پرتغالی, فارسی, فرانسوی, ژاپنی, اوریه, پرتغالی, چینی | انگلیسی | ویکی‌پدیای پزشکی یووی‌پی انگلیسی; کیویکس جی‌اس + بارگیری درون برنامه‌ای هر زبان ویکی‌پدیای پزشکی | فقط به عنوان پرونده محتوا (ZIM) در کیویکس یا ویکی‌آن‌بورد                                                                                              | AR, AS, BN, BPY, DE, EN, ES, FA, FR, GU, HI, IT, JA, KN, LO, ML, MR, OR, PA, PT, TA, TE, UR, ZH                                                       | وبگاه      | رایگان | آری    |
| ویکی‌سفر                  | ویکی‌سفر آفلاین است. براساس کیویکس و ارائه راهنمای سفر آفلاین همراه با تلفن همراه. نسخه‌ای برای اروپا نیز وجود دارد. | انگلیسی                                                                     | آلمانی  | ویکی‌سفر یووی‌پی انگلیسی; کیویکس جی‌اس + بارگیری درون برنامه‌ای هر زبان ویکی‌پدیای پزشکی         | فقط به عنوان پرونده محتوا (ZIM) در کیویکس یا ویکی‌آن‌بورد                                                                                              | DE, EL, EN, ES, FA, FI, FR, HE, IT, NL, PL, PT, RO, RU, SV, UK, VI, ZH                                                                                | وبگاه      | رایگان | آری    |

## برنامه‌های غیرمستقیم
این برنامه‌ها عمدتاً برای نمایش مقالات ساخته‌شده‌اند و اغلب در سیستم‌عامل‌هایی که قبلاً یک برنامه رسمی ویکی‌پدیا برای آنها در دسترس نبوده‌است مانند ویندوز فون استفاده می‌شود. ویژگی‌های معمول شامل جستجوی مقالات، نشانک‌ها، به اشتراک گذاری یا بزرگنمایی تصاویر است.

## برنامه‌های مرتبط
تعدادی برنامه برای پروژه‌های خواهر ویکی‌پدیا وجود دارد. این برنامه‌ها شامل برنامه ویکی دوستدار یادمان‌ها است که برای یک مسابقه عکس سال ۲۰۱۲ نوشته‌شده‌است و به عنوان کمکی برای عکاسان ویکی‌پدیا به کار می‌رود. این نقشه‌ای از موارد ثبت‌شده میراث ملی در این نزدیکی را نشان می‌دهد که نشان می‌دهد ویکی‌پدیا عکسی برای بارگذاری در سایت دارد یا خیر و بارگذاری عکس‌های سریع و آسان را برای تلفن‌های دوربین‌دار امکان‌پذیر می‌کند. با برنامه نمایش مقاله رسمی ادغام نشده‌است.
یک برنامه اندرویدی برای ویکی‌انبار که توسط انجمن حفظ می‌شود وجود دارد. یک برنامه اندروید برای ویکی‌واژه نیز وجود دارد، گرچه این برنامه دیگر پشتیبانی نمی‌شود و از اوت ۲۰۱۳ به‌روز نشده‌است.